# Daisuke Tsutsumi
Daisuke "Dice" Tsutsumi (Tóquio, 6 de novembro de 1974) é um animador e ilustrador japonês. Como reconhecimento, foi nomeado ao Oscar 2015 na categoria de Melhor Animação em Curta-metragem por The Dam Keeper.